# Patsy (film 1917)
Patsy è un film muto del 1917 diretto da John G. Adolfi. Prodotto dalla Fox Film Corporation, aveva come interpreti June Caprice, Harry Hilliard, John Smiley, Edna Munsey, Ethyle Cooke-

## Trama
Temendo che la figlia Patsy diventi un maschiaccio, John Primmel manda la ragazza a New York, da Hewitt, un vecchio amico che dovrà occuparsi di lei, raffinando le sue maniere e la sua educazione. Quando però Patsy arriva a New York, scopre che Hewitt è morto e che l'appartamento è ora occupato da Dick, suo figlio. Il giovane Hewitt permette alla ragazza di rimanere e assume per lei alcuni domestici. Una notte, Hélène Arnold, un'avventuriera, approfitta del fatto che Dick è ubriaco per farsi sposare. Alice, la sorella di Dick, vorrebbe che lui sposasse Patsy, di cui è innamorato, ma Hélène lo ricatta, chiedendogli diecimila dollari per tacere del loro matrimonio. Al rifiuto di Dick, Hélène - durante un ricevimento - dice agli ospiti che ha da fare un importante annuncio. Ma, mentre sta per parlare, nel salone entra il maggiordomo di Dick: lei, strabuzzando gli occhi, dichiara che sta per partire per l'Europa dove vuole andare a fare l'infermiera. Poi, senza aggiungere altro, scappa via precipitosamente.
Il maggiordomo offre la chiave del mistero: anni prima, lui e Hélène si erano sposati, ma ben presto la donna lo aveva abbandonato e i due non avevano mai divorziato. Insomma, Hélène è ancora sua moglie e il matrimonio con Dick non è mai stato valido. Felice, Dick ora è libero di sposare la sua Patsy.

## Produzione
Il film fu prodotto dalla Fox Film Corporation. Venne girato a Fort Lee, nel New Jersey.
La sceneggiatura inclusa nella descrizione del copyright originariamente era intitolata Love's Young Dream.

## Distribuzione
Il copyright, richiesto da William Fox, fu registrato il 1º luglio 1917 con il numero LP11025. Lo stesso giorno, il film uscì nelle sale cinematografiche statunitensi distribuito dalla Fox Film Corporation. In Italia, distribuito dalla SPE, uscì nell'agosto 1920 con il visto di censura 15294 e con il titolo Patsy o, anche, Patsy, la guida degli amanti.
Non si conoscono copie ancora esistenti della pellicola che viene considerata presumibilmente perduta.